# Federico Pezzullo
Federico Pezzullo (Frattamaggiore, Nápoles, Italia, 13 de diciembre de 1890 – Santa Marina, Salerno, Italia, 10 de septiembre de 1979) fue un obispo católico italiano. Actualmente se encuentra en proceso de canonización y puede ser invocado como Siervo de Dios.

## Biografía
Nació en la localidad napolitana de Frattamaggiore, de Vincenzo Pezzullo y Maria Grazia Ferro. En 1901, entró en el seminario de Aversa, siendo nombrado presbítero en 1913. Durante la Primera Guerra Mundial, prestó servicio como capellán castrense. En la posguerra, se licenció en Letras Clásicas en la Universidad de Nápoles y empezó su actividad de docente en la Escuela "Bartolommeo Capasso" de Frattamaggiore, de la cual fue también director desde 1923 hasta 1935. En 1930, fue nombrado rector del Santuario de la Inmaculada de Frattamaggiore y, cinco años después, del Seminario Mayor de Aversa.
El 23 de enero de 1937, papa Pío XI lo nombró obispo de Policastro y, el 11 de abril siguiente, fue consagrado en la Catedral de Aversa. Durante su obispado, expresó su pensamiento teológico en veinticuatro cartas pastorales, que fueron reunidas en un único libro publicado en 1968. Cubrió este encargo durante 42 años, hasta su retiro el 23 de agosto de 1970. Falleció en 1979 y sus restos se conservan en la cripta de la  Catedral de Policastro. El 19 de septiembre de 2007, el obispo Angelo Spinillo comenzó el proceso diocesano de beatificación para Pezzullo.